# Lennart Hedmark
Lennart Per-Olav Hedmark (ur. 18 maja 1944 w Skellefteå) – szwedzki lekkoatleta, który specjalizował się w wielobojach.
Trzykrotny uczestnik igrzysk olimpijskich - Meksyk 1968 (11. miejsce), Monachium 1972 (nie ukończył dziesięcioboju) oraz Montreal 1976 (8. miejsce). W 1971 zdobył srebrny medal rozgrywanych w Helsinkach mistrzostw Europy osiągając wynik 8038 pkt. Mistrz Szwecji w dziesięcioboju w 1967, 1968, 1970, 1971, 1973, 1974, 1975 i 1977. W 1971, 1972, 1973, 1975 oraz 1977 zdobywał także mistrzostwo kraju w pięcioboju. Rekord życiowy w dziesięcioboju: 8168 pkt (23 września 1973, Bonn). Wynik ten osiągnął podczas zawodów pucharu Europy w wielobojach.
Startował także w rzucie oszczepem. W 1965 udało mu się zdobyć brązowy medal uniwersjady w Budapeszcie. W 1963, 1964 i 1965 zdobywał tytuł mistrza kraju w tej konkurencji. Rekord życiowy: 81,94 (28 maja 1966, Modesto).
Jego żoną została brytyjska lekkoatletka Linda Knowles.